# Stäppslok
Stäppslok (Melica transsilvanica) är en gräsart som beskrevs av Philipp Johann Ferdinand Schur. Enligt Catalogue of Life ingår Stäppslok i släktet slokar och familjen gräs, men enligt Dyntaxa är tillhörigheten istället släktet slokar och familjen gräs. Arten förekommer tillfälligt i Sverige, men reproducerar sig inte. Inga underarter finns listade i Catalogue of Life.